# 自性院 (藤沢市)
自性院（じしょういん）は神奈川県藤沢市にある、浄土宗の寺院。山号は石川山。

## 概要
藤沢市を南北に流れる引地川の東岸沿い、石川地区に位置する。江戸時代初期に旗本の中根氏を開基とし、龍見が開山し以来、400年程の歴史がある。
かつては石川山 龍見寺と呼ばれたが、のちに寺号を自性院と改称した。

## 歴史
- 慶長16年（1611年） - 地頭であった中根臨太郎により常光寺の末寺として開かれた[1]。
- 文政4年（1821年） - 相模国準四国八十八ヶ所の37番目の札所として弘法大師像が設置される[2]。
- 1953年（昭和28年）6月25日 - 神奈川県に宗教法人施設として届け出承認[3]

## 本尊
本尊は阿弥陀三尊で、中尊阿弥陀如来は定印の坐像。中尊像は像高42.0cm（センチメートル）、脇侍の観音菩薩像は26.5cm、勢至菩薩像は27.0cm、寄木造、江戸時代作。

## 所在地
- 神奈川県藤沢市石川3562

### 寺院周辺
- 引地川
- 石川堰
- 藤沢市石川ポンプ場

### 交通アクセス
- 小田急江ノ島線六会日大前駅から神奈川中央交通六04系統六会日大前駅西口行のバスに乗り「5号西」バス停で下車、徒歩2分。
- 小田急江ノ島線湘南台駅から神奈川中央交通藤34系統藤沢駅北口行きのバスに乗り「石川橋」バス停で下車、徒歩8分。
- 小田急江ノ島線湘南台駅から神奈川中央交通湘24系統文教大学行きのバスに乗り「和泉橋」バス停で下車、徒歩11分。